# بلقشة
البلقشة (الاسم العلمي: Mergus)، هي جنس من الطيور تتبع فصيلة البطية ضمن رتبة الأوزيات. تحتوي على أربعة أنواع. وهناك نوعان لا يتبعان هذا الجنس على الرغم من تشابه الأسماء وهما البلقشة المقنعة والبلقشة البيضاء. أغلب أنواع هذا الجنس يعيش في الموائل النهرية. وتعتبر من آكلات الأسماك. ويتواجد لها ألوان مختلفة مثل الأسود أو الأبيض أو البني. وتسمى أيضاً «الغواصات» لإنها تغوص في الماء بحثاً عن طعامها.

## أنواع
- البلقشة الشائعة (الاسم العلمي: Mergus merganser)
- البلقشة البرازيلية (الاسم العلمي: Mergus octosetaceus)
- بلقشة حمراء الصدر (الاسم العلمي: Mergus serrator)
- بلقشة محرشفة الجوانب (الاسم العلمي: Mergus squamatus)
- بلقشة أوكلاندية (الاسم العلمي: Mergus australis) «منقرضة»